# قائمة النقود المغربية (1795-1798)
خلال الفترة الممتدة بين سنتي 1795 و1798 ميلادية (1210–1212 هـ)، شهدت الدولة العلوية في عهد السلطان مولاي هشام بن محمد إصدارًا محدودًا للعملة، حيث لم يتم سك سوى درهم واحد كان يمثل العملة المتداولة في السوق المغربية آنذاك.
يُعَدُّ درهم مولاي هشام (الضرب الثاني؛ أصفي) من القطع النقدية الفضية المميزة التي تعود إلى فترة أواخر القرن الثامن عشر في المغرب. تم سك هذا الدرهم في مدينة آسفي خلال حكم السلطان مولاي هشام بن محمد (1794-1797م)، وهو أحد أبناء السلطان سيدي محمد بن عبد الله، وقد حكم في فترة اتسمت بالاضطرابات السياسية والانقسامات الداخلية.

## الوصف
صُنعت هذه العملة وفق نظام السك بالطرق (Hammered Coinage) المعمول به في المغرب خلال الفترة ما بين 1659 و1882م، حيث كان يتم ضرب النقود يدويًا على قوالب معدنية. يبلغ وزن الدرهم حوالي 2.35 غرام وقطره حوالي 20.2 ملم، وهو مصنوع من الفضة الخالصة، ما يعكس القيمة النقدية والشرائية للعملة في تلك الحقبة.
الوجه الأمامي للعملة يحمل عبارة "ضرب بأصفي" مكتوبة بالخط العربي، وهو ما يشير إلى مدينة الإصدار.
أما الوجه الخلفي فيحمل عبارة "عام 1210" وفق التقويم الهجري، ما يوافق تقريبًا سنتي 1795-1796 ميلادية، وهي فترة كانت تشهد فيها الدولة العلوية محاولات لترسيخ الاستقرار السياسي والاقتصادي رغم التحديات الداخلية.
هذه العملات اليوم تُصنَّف كقطع نادرة ونموذج مهم من التراث النقدي المغربي، وهي تمثل شاهدًا على التاريخ الاقتصادي للمغرب وعلى دور مدينة آسفي كمركز مهم في سك العملة خلال تلك الفترة.